# Andries Gryffroy
Pour les articles homonymes, voir Gryffroy.
Andries Gryffroy, né le 12 mars 1963 à Roulers, est un homme politique belge flamand, membre de N-VA.
Il est gradué[Quoi ?] en marketing et ingénieur industriel électromécanique (Groep-T, 1989).

## Fonctions politiques
- 2012-2014 : conseiller provincial de la province de Flandre-Orientale;
- député au Parlement flamand :
  - depuis le 14 octobre 2014
    - sénateur de communauté en remplacement de Philippe Muyters, ministre, empêché